# اشلین سانچز
اشلین سانچز (انگلیسی: Ashlyn Sanchez؛ زادهٔ ۲۷ ژوئیهٔ ۱۹۹۶) یک هنرپیشه اهل ایالات متحده آمریکا است. 